# دهستان پارسینه
دهستان پارسینه نام دهستانی در بخش مرکزی شهرستان سنقر، استان کرمانشاه در ایران است. براساس سرشماری مرکز آمار ایران در سال ۱۳۸۵، جمعیت آن ۵۸۹۹ نفر (۱۳۹۰ خانوار) بوده‌است. مرکز این دهستان روستای فارسینج‌جدید می باشد.